# Praga V4S DKR
Der Praga V4S DKR ist ein zweiachsiger geländegängiger Lkw, der 2017 in Tschechien von Praga und dem Loprais-Team von Karel Loprais und Aleš Loprais entwickelt wurde und seit 2019 hergestellt wird. Er wurde speziell für die Teilnahme an Rallye Raids entwickelt und wird seit 2020 von Aleš Loprais bei der Rallye Dakar eingesetzt.

## Geschichte
Praga war in der Vergangenheit bereits Sponsor von Karel und Aleš Loprais. Im Jahr 2017 plante Aleš Loprais eine weitergehende Zusammenarbeit mit Praga bei der Entwicklung eines neuen Fahrzeugs für die Teilnahme an Rallye Raids in der Lkw-Klasse. Nach der Rallye Dakar 2019 trennte sich Aleš Loprais von Tatra und nahm ein Angebot von Praga an, zusammen einen neuen Rallye-Lkw zu entwickeln. Am 29. November 2019 wurde der Praga V4S DKR in Frenštát pod Radhoštěm der Öffentlichkeit vorgestellt. Zunächst wurden für die Rallye Dakar 2020 und Rallye Dakar 2021 zwei Fahrzeuge hergestellt und eingesetzt. Seit 2022 setzt Loprais nur noch einen Praga V4S DKR ein. 
Die besten Ergebnisse erreichte Aleš Loprais mit dem Praga V4S DKR bei der Rallye Dakar 2020 als Siebenter, 2021 als Fünfter und bei der Rallye Dakar 2024 als Zweiter in der LKW Gesamtwertung. Bei der Rallye Dakar 2023 gewann er zwei Etappen, brach dann aber nach der neunten Etappe die Rallye ab.
Praga plant auf der Basis des Praga V4S DKR zukünftig einen Nachfolger für den Praga V3S unter dem Namen Praga V4S in Serie als 4×4 und 6×6 auf den Markt zu bringen.

## Technik
Das Chassis sowie die wesentlichen Antriebs- und Fahrwerkselemente sind eine komplette Neuentwicklung von Praga und dem Loprais-Team. Der Motor sowie das speziell auf ihn abgestimmte Automatikgetriebe von Allison Transmission wurden bei Iveco eingekauft. Der zunächst etwa 1000 PS und später 1150 PS starke und 4400 Nm leistende Iveco-Cursor-Motor sitzt, trotz der Bauform als Langhauber, hinter dem Fahrerhaus und wurde von FPT Industrial entwickelt und modifiziert.